# Vinica Breg
Vinica Breg falu Horvátországban, Varasd megyében. Közigazgatásilag Vinicához tartozik.

## Fekvése
Varasdtól 18 km-re, községközpontjától Vinicától 4 km-re nyugatra a Zagorje hegyei között fekszik.

## Története
A falunak 1857-ben 230, 1910-ben 458 lakosa volt. A trianoni békeszerződésig Varasd vármegye Varasdi járásához tartozott. 2001-ben 98 háztartása és 285 lakosa volt.

## Népessége
| Lakosság változása | Lakosság változása | Lakosság változása | Lakosság változása | Lakosság változása | Lakosság változása | Lakosság változása | Lakosság változása | Lakosság változása | Lakosság változása | Lakosság változása | Lakosság változása | Lakosság változása | Lakosság változása | Lakosság változása | Lakosság változása |
| ------------------ | ------------------ | ------------------ | ------------------ | ------------------ | ------------------ | ------------------ | ------------------ | ------------------ | ------------------ | ------------------ | ------------------ | ------------------ | ------------------ | ------------------ | ------------------ |
| 1857               | 1869               | 1880               | 1890               | 1900               | 1910               | 1921               | 1931               | 1948               | 1953               | 1961               | 1971               | 1981               | 1991               | 2001               | 2011               |
| 230                | 298                | 323                | 356                | 392                | 458                | 470                | 504                | 698                | 640                | 548                | 484                | 408                | 308                | 285                | 279                |

## Külső hivatkozások
Vinica község hivatalos oldala